# Koregaon (ort i Indien, Pune Division)
Koregaon är en ort i Indien.   Den ligger i distriktet Pune och delstaten Maharashtra, i den sydvästra delen av landet, 1 200 km söder om huvudstaden New Delhi. Koregaon ligger 552 meter över havet och antalet invånare är 25 846.
Terrängen runt Koregaon är huvudsakligen platt. Koregaon ligger nere i en dal. Runt Koregaon är det mycket tätbefolkat, med 1 095 invånare per kvadratkilometer. Koregaon är det största samhället i trakten. Trakten runt Koregaon består till största delen av jordbruksmark.